# Карађорђев топ
Карађорђев топ, познат под називом „Абердар”, заузима посебно место у застакљеном трему конака у Тополи.
Познат је по томе  што је по захтеву Петра Карађорђевића, будућег српског краља и унука Карађорђа Петровића, да се круна при ступању на српски престо, 1904. године, изради од Карађорђевог топа. Тако је са цеви топа одваљена и претопљена десна ручица (ушка) у облику „делфина”.
Објављивао је уговореним сигналима важне вести народу, па је тако добио назив по турској речи која значи гласник. Овај бронзани топ, петофунтовни „абуз”, на коме стаји натпис на српском језику сведочи да је изливен, односно преправљен 1812. године у Београду, за време владе Карађорђа. На истом топу стоји и натпис на арапском, који сведочи о његовом турском пореклу.